# Karl Martin Sinijärv
Karl Martin Sinijärv (né le 4 juin 1971 à Tallinn) est un écrivain estonien. Il est le Président de l'Union des écrivains estoniens depuis 2007.

## Biographie
Sinijärv a étudié la langue estonienne, la philologie anglaise et le droit à l’Université de Tartu.
A 17 ans il publie son premier recueil Kolmring et depuis, il est considéré comme l’enfant prodige de la nouvelle littérature estonienne. 
Il se considère comme ethno futuriste. Dans ses œuvres il rassemble des éléments archaïques sous une forme novatrice.

## Prix et récompenses
- Prix de poésie de la fondation Eesti Kultuurkapitalin, 2002
- Ordre de l'Étoile blanche d'Estonie de 4e classe, 2013

## Œuvres
- (ekk) Karl  Sinijärv, Artutart ja 39, Tuum, 2002, 75 p.
- (ekk) Karl  Sinijärv, Asko Künnap, Jürgen Rooste, Eesti haiku, Näo kirik, 2010, 96 p.
- (ekk) Karl  Sinijärv, Jürgen Rooste, Wimberg, Kolme päkapiku jõulud, Huma, 2002, 80 p.
- (ekk) Karl  Sinijärv, Vari ja viisnurk: luuletused, Eesti Kostabi Selts, 1991, 79 p.
- (ekk) Karl  Sinijärv, Vabana sündinud, Eesti Kirjanduse Selts, 2003, 38 p.
- (ekk) Karl  Sinijärv, Sürway, Polluks, 1992, 93 p.
- (ekk) Karl  Sinijärv, Kolmring, Eesti Raamat, 1989, 47 p.
- (ekk) Karl  Sinijärv, Asko Künnap, Jürgen Rooste, Elo Viiding, Triin Soomets, Kaardipakk Kaks, Näo Kirik, 2006
- (ekk) Karl  Sinijärv, Jürgen Rooste, Asko Künnap, Elo Viiding, Triin Soomets, Kaardipakk, Näo Kirik, 2001, 56 p.
- (ekk) Karl  Sinijärv, Jürgen Rooste, Asko Künnap, Neid vigu me ei korda, Näo Kirik, 2000, 64 p.
- (ekk) Karl  Sinijärv, Neli sada keelt, Eesti Kostabi Segadus, 1997, 96 p.
- (ekk) Karl  Sinijärv, Jüri Pino, Sigalahe suvi, Varrak, 2005, 216 p.
- (ekk) Karl  Sinijärv, Towntown & 28, Varrak, 2000, 88 p.